# Groedse Duintjes
De Groedse Duintjes (ook: Groes(ch)e Duintjes) zijn een jong duingebied dat zich ten oosten van de Cletemspolder bevindt.
De kustlijn lag vroeger verder zeewaarts, maar de zee drong op en de polders verdwenen. Het betrof de Wulpenpolder en de Cleefse Polder, die ontstaan waren op de verzande monding van het Zwarte Gat. De inundatie van 1583 deed een groot gebied onder water lopen, maar in 1613 werden vele polders, waaronder de Cletemspolder, de Kleine polder en de 's-Gravenpolder, weer ingedijkt, door toedoen van Jacob Cats. Ten noorden van de Kleine Polder zijn zich omstreeks 1860 duinen gaan vormen. Vóór de duintjes werd een dijk aangelegd, terwijl achter de duintjes reeds een lagere dijk lag. Tijdens de Watersnood van 1953 brak de dijk bijna door. In 1988 werd hij op deltahoogte gebracht.
Tussen beide dijken ligt een duinstruweel met struikgewas, riet en een aantal drinkpoelen. In het oosten van het gebied sluit de Zwartegatse Kreek, een overblijfsel van het Zwarte Gat, aan bij het gebied.
Tal van vogels als zwartkop, braamsluiper, sprinkhaanzanger, Cetti’s zanger en nachtegaal broeden in dit gebied. Ze voeden zich onder meer met de bessen van de talrijke struiken.
De Groedse Duintjes zijn eigendom van het Waterschap Scheldestromen. 
Ook de nabijgelegen Cletemspolder is een natuurgebied.